# Мекбуда
Мекбуда (Дзета Близнят, ζ Geminorum, скорочено ζ Gem) — яскрава зоря-гігант, компонента кратної зоряної системи, член розсіяного зоряного скупчення у зодіакальному сузір’ї Близнят. Відомо три видимі компоненти системи, також є далекі оптичні компоненти, та, ймовірно, існує п'ятий компонент системи, який було виявлено методом радіальних швидкостей. Зоря розташована в південній частині сузір'я, на лівій «нозі» близнюка Поллукса. Це класична цефеїда. Її періодичні пульсації, яскравість (відповідно до свого спектрального класу) та відносна близькість означають, що зоря є корисним калібратором шкали космічних відстаней. Згідно з вимірюваннями паралаксу, вона перебуває на відстані близько 1200 світлових років від Сонця.
Дзета Близнят є головним компонентом у зоряній системі, позначеній як WDS J07041+2034. Зоря також відома під назвою Мекбуда, що в англійській мові транскрибується як [mɛkˈbjuːdə].        

## Позначення та назви
ζ Близнят  — позначення зорі Байєром. WDS J07041+2034 A — її позначення у Вашингтонському каталозі зоряних систем. Позначення двох компонентів як WDS J03158-0849 Aa та Ab походять від конвенції, яку застосовує «Вашингтонський каталог зоряних систем» (WMC), ухваленої Міжнародним астрономічним союзом (МАС)[відсутнє в джерелі].
ζ Близнят традиційно називали Мекбуда, від арабської фрази, що означає «складена лапа лева» («лапами лева» були ζ і ε Близнят[джерело?], остання відома як Мебсута). Робоча група з назв зір (WGSN), організована МАС 2016 року, вирішила надавати власні назви окремим зорям, а не цілим зоряним системам. Назву «Мекбуда» затвердили для компоненти WDS J07041+2034 Aa 12 вересня 2016 року.
Китайською мовою зоря називається 井宿七 (Jǐng Su qī: сьома зоря Колодязя). Китайський астеризм Колодязь складається з восьми зір у Близнятах: ζ, μ, γ, ν, Хі, ε, 36 і λ.

## Історія спостереження

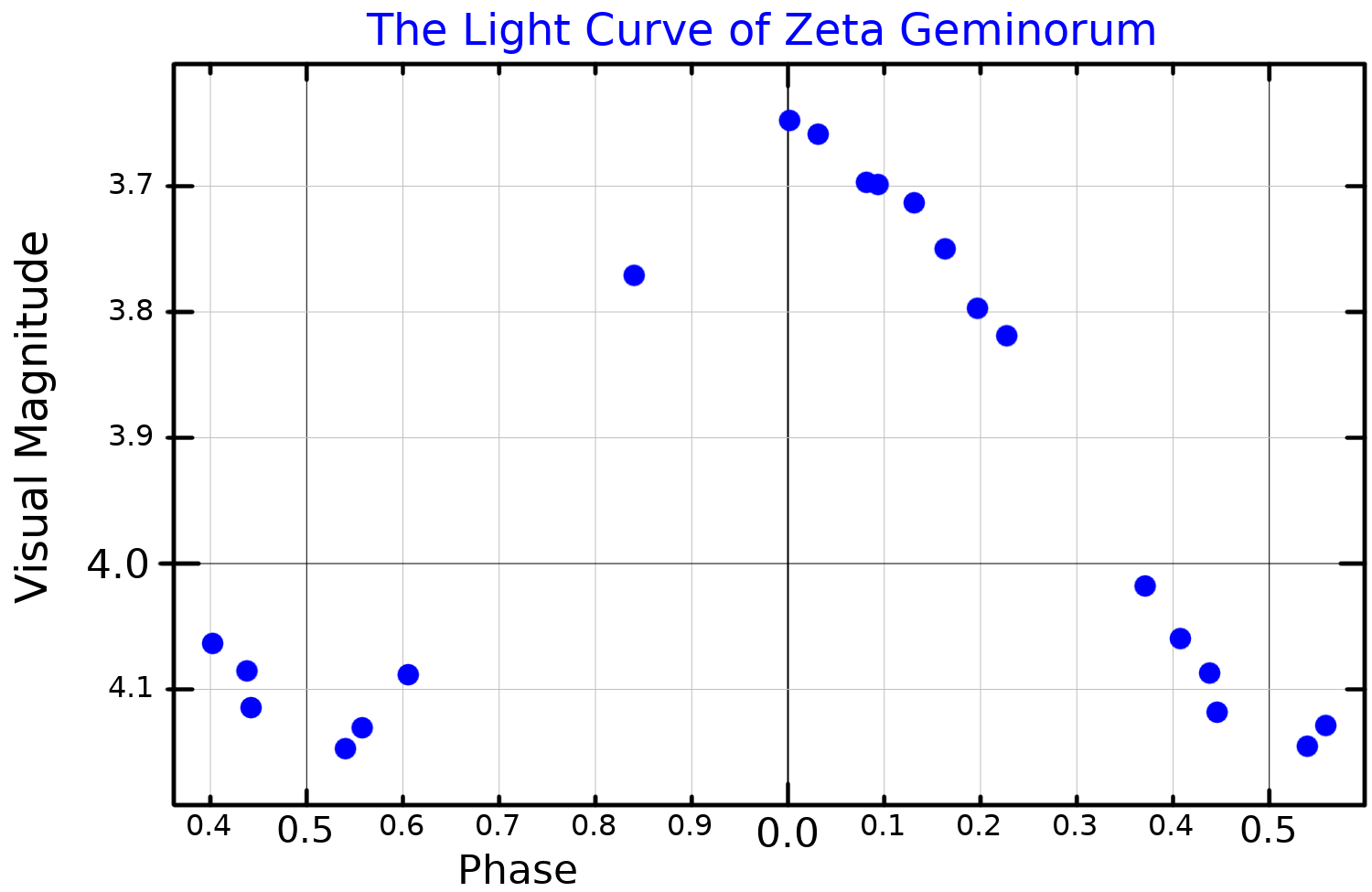
Візуальна крива блиску для ζ БлизнятА, адаптована з Kiss (1998)

У 1844 році німецький астроном Юліус Шмідт виявив, що ζ Близнят змінює свій блиск із періодом близько 10 днів, хоча підозри щодо її змінності виникли ще в 1790 році. Було визначено, що вона належить до змінних зір типу δ Цефея, хоча її часто розглядали як прототип власного класу через симетричну криву блиску.
У 1899 році американський астроном В. В. Кемпбелл опублікував дослідження, в якому зазначив, що зоря має змінну променеву швидкість. Зміни радіальної швидкості незалежно відкрив російський астроном Аристарх Бєлопольський, він опублікував своє дослідження 1901 року. На основі своїх спостережень Кемпбелл пізніше опублікував елементи орбіти для цієї подвійної зорі. Однак він виявив, що модельна орбіта відхиляється від кеплерової орбіти, і навіть припустив, що йдеться про потрійну зоряну систему, щоб пояснити нерівномірності. Пізніше було пояснено, що періодичні зміни радіальної швидкості цефеїд зумовлені пульсаціями в атмосфері зорі.
У 1920 році німецький астроном Пауль Гутнік вперше помітив, що сама по собі періодичність зорі є змінною, і він припустив, що ця зміна може бути пов'язана з наявністю зорі-супутника. У 1930 році данський астроном Аксель Нільсен запропонував теорію, згідно з якою зміна періоду зорі є скоріше наслідком постійного його зменшення приблизно на 3,6 секунди на рік.

## Супутники

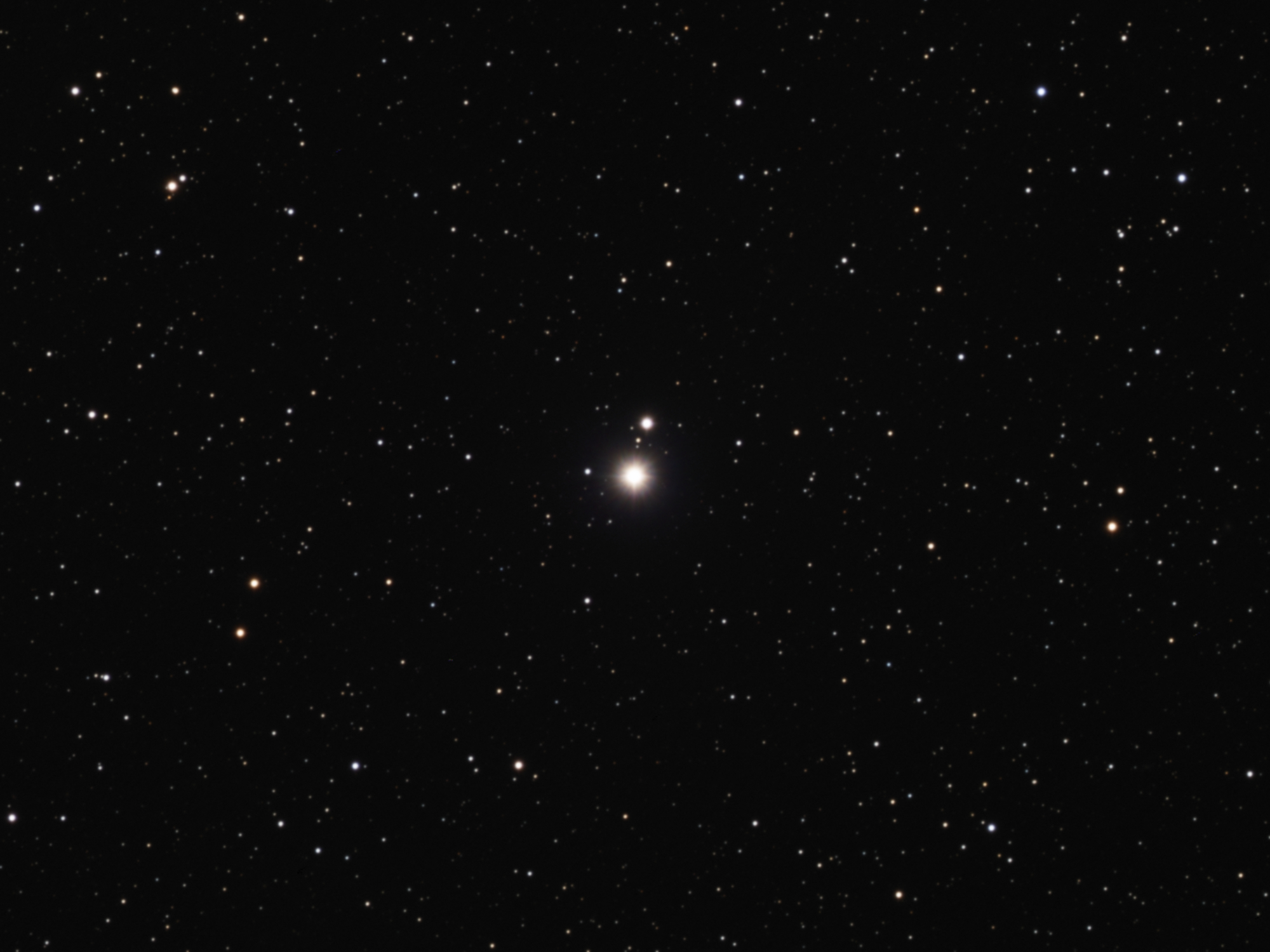
ζ Geminorum в оптичному світлі, з супутниками B, C і D, видимими поруч

ζ Близнят має три видимі супутники, відомі з 19 століття й занесені до Вашингтонського каталогу парних зір як B, C і D. Зовсім нещодавно[коли?] до нього було внесено можливий спектроскопічний супутник, інші слабкі зорі поблизу були каталогізовані, а також було ідентифіковано належність зорі до розсіяного зоряного скупчення.
Найяскравіша близька зоря, WDS J07041+2034 C (або HD 268518), що має зоряну величину 7,6, була відкрита у 1779 році на кутовій відстані 91,9″ (101.3″ у 2008 році). Вона вдесятеро ближче ζ Близнят і має значний власний рух. Це зоря головної послідовності G1, яка схожа на Сонце.
Найближчий видимий супутник зорі — WDS J07041+2034 D, зоря 12-ї зоряної величини,  у 2008 році була віддалена від ζ Близнят на 67,8″. Під час першого вимірювання у 1905 році була на відстані 80″. Вона розташована на небі між ζ Близнят і компонентом C, але більш віддалена, ніж обидві ці зорі.
Зоря WDS J07041+2034 B має зоряну величину 11m. 1831 року вона перебувала на кутовій відстані 76,0″, а 2008 року — на відстані 87,4″. Сама по собі вона є спектроскопічною подвійною, хоча про обидва компоненти відомо небагато. Комбінований спектр належить до зорі головної послідовності F4. Вважається, що вона фізично пов'язана з надгігантською первинною зорею і є членом розсіяного скупчення навколо ζ Близнят.
Поєднання фотометрії, спектроскопії та астрометрії дозволило виявити 26 зір на відстані приблизно 355 парсек, які, імовірно, є членами скупчення, в якому «народилася» ζ Близнят. Найяскравіші з них — гігантські зорі спектральних класів B та A 7-ї зоряної величини, такі як HD 49381 і HD 50634, тоді як найтьмяніші члени скупчення — зорі 12-ї зоряної величини класу F головної послідовності, зокрема WDS J07041+2034 B.

## Властивості
Про те, що ζ Близнят є спектроскопічною подвійною, повідомлялося на основі спостережень за покриття зорі Місяцем, але це не було підтверджено іншими методами.
Головна зоря ζ Близнят (WDS J07041+2034 Aa) — класична цефеїда, яка має періодичні зміни блиску через радіальні пульсації. У видимому світлі видима зоряна величина змінюється між максимумом 3,68 і мінімумом 4,16 (із середнім значенням 3,93) із періодом 10,148 діб. Цей період змінності скорочується на 3,1 секунди за рік, або 0,085 секунди за цикл. Спектральний клас змінюється між F7Ib і G3Ib протягом циклу пульсації. Водночас ефективна температура зовнішньої оболонки змінюється від 5780 K до 5260 K, а радіус — від 61 до 69 радіуса Сонця. У середньому зоря випромінює приблизно в 2900 разів більше, ніж Сонце.
Належність до скупчення забезпечує незалежну перевірку відстані, визначеної за паралаксом космічними телескопами Габбла і  Гіппаркоса. Це сильно обмежує похибку визначення відстані до зорі: 363 ± 9(σx̄) або 363 ± 26(σ) парсек. Таким чином, завдяки точності ζ Близнят є важливою зорею для калібрування співвідношення період-світність для цефеїд, що застосовується для визначення шкали космічних відстаней. Паралакс, визначений Gaia, становить 2,2497±0,3006 кутових мілісекунд, тобто, відстань у межах похибки, лежить у верхній частині діапазону.
Інтерферометричні спостереження зорі ζ Близнят за допомогою пристрою FLUOR (англ. Fiber Linked Unit for Optical Recombination) на масиві інфрачервоних та оптичних телескопів (англ. Infrared and Optical Telescope Array), що на горі Хопкінса в Аризоні, дозволили виміряти кутовий діаметр цефеїди та незалежно визначити відстань до неї. Завдяки своєму найбільшому кутовому діаметру серед усіх північних класичних цефеїд, ζ Близнят є особливо привабливою для інтерферометричних спостережень. Спостереження відкривають нові можливості для визначення відстані до пульсуючих зір шляхом поєднання вимірювань радіальної швидкості та інтерферометрії. Інтерферометр ESO VLT з базою 200 м і підвищеною чутливістю забезпечить оцінку кутового діаметра для сотень цефеїд з точністю до 0,1 % і прямі вимірювання відстані на основі амплітуди пульсації з точністю до 1%.